# Церква пресвятої Діви Марії (Поєшлю)
Церква Пресвятої Діви Марії — церква в Поєшлю (Литва,Каунаський повіт).

## Історія
Заснована Теодорою Пілсудською (бабусею Юзефа). Будівля слугувала зерносховищем та каплицею в маєтку Пілсудських у Пожужві, у 1857 році була перенесена в Поєшлю, де остаточно була перебудована в церкву.

## Опис
Дерев'яна церква, прямокутна, має дві невеликі ризниці. На даху перед входом знаходиться невеличка сиґнатурка у формі опуклого куполу.
Поруч із церквою знаходиться дзвіниця, теж дерев'яна, чотирьохстороння, двоповерхова. На цвинтарі поруч із церквою похована Теодора Пілсудська.

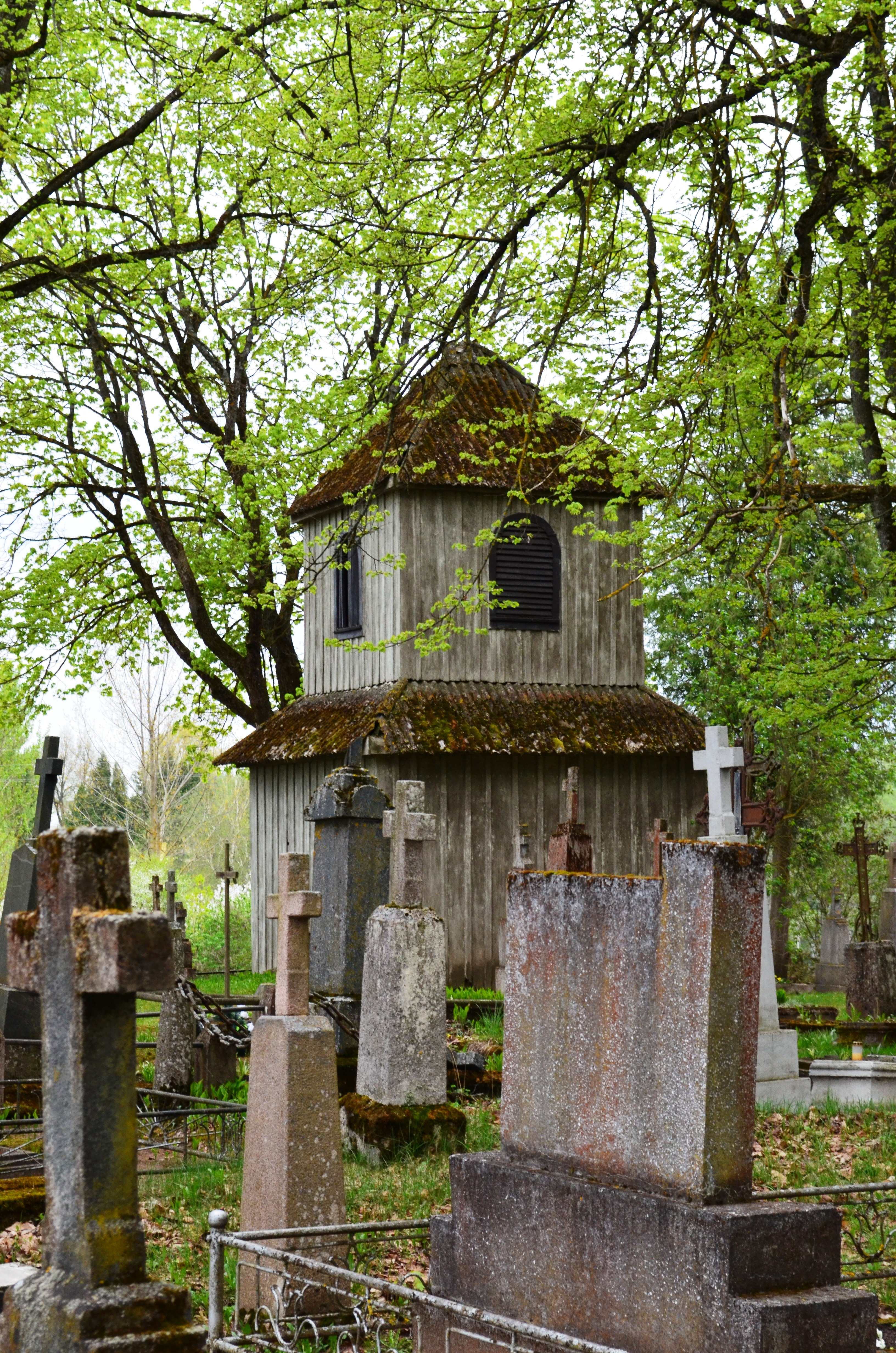
Дзвіниця